# Girolamo II Martinengo

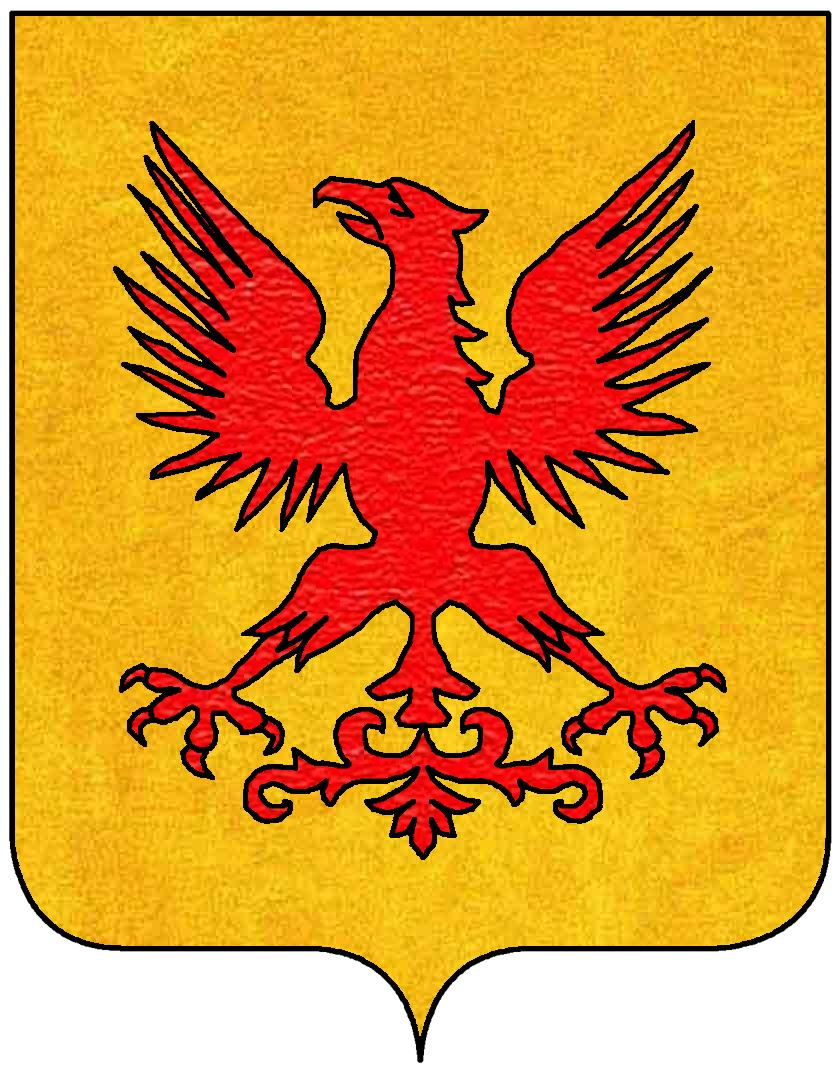
Stemma dei Martinengo

Girolamo II Martinengo (1575 – Brescia, 1637) è stato un condottiero italiano.

## Biografia
Discendente del ramo di Padernello della nobile famiglia, Martinengo era figlio del conte Antonio III (1552-1581) e della nobile Giulia Ganassoni.
Fu comandante generale di cavalleria e combatté contro i Turchi d'Ungheria. Nel 1603 fu nominato colonnello di fanteria della Serenissima ed ebbe importanti incarichi presso la corte del duca di Mantova Vincenzo I Gonzaga, che lo insignì della onorificenza di cavaliere dell'Ordine militare del Sangue di Gesù Cristo.
Morì nel 1637 nel proprio palazzo di Brescia e fu sepolto nel mausoleo di famiglia nella Chiesa del Santissimo Corpo di Cristo.

## Discendenza
Girolamo sposò in prime nozze Ottavia Avogadro e in seconde nozze nel 1596 Ortensia Villagana, dalla quale ebbe un figlio:
- Pier Antonio (1623-?), che sposò Francesca Martinengo